# Touch ID
Touch ID is een technologie die gebruik maakt van vingerafdrukherkenning om bijvoorbeeld een smartphone te ontgrendelen. Deze technologie wordt door Apple Inc. gebruikt vanaf de iPhone 5s tot aan de iPhone SE (2020) en in de alle iPads sinds de iPad Air 2. In 2015 introduceerde Apple de snellere tweede generatie Touch ID in de iPhone 6s. Een jaar later maakte Touch ID zijn debuut in de MacBook Pro en werd het ook verwerkt in de MacBook Air uit 2018.
In de iPad air 4 (2020) wordt de Touch ID-sensor verwerkt in de sleep/wake-knop. Het heeft dezelfde beveiliging als de tweede generatie Touch ID, die sinds de iPhone 6s uit 2015 gebruikt wordt.
De informatie verzameld over de vingerafdruk wordt opgeslagen in de door wat Apple de secure enclave noemt. Deze geïsoleerde zone is op de Apple A7 en latere processorchips aanwezig. Zo worden de gegevens door deze geïsoleerde zone lokaal, in de chip zelf, opgeslagen en niet in de cloud. Dit ontwerp maakt het onmogelijk om de vingerafdrukinformatie vanaf buitenaf te raadplegen.
Vanaf de iPhone X wordt gebruik gemaakt van Face ID om de smartphone te ontgrendelen, met uitzondering van de iPhone SE (2020). Ook wordt er vanaf de derde generatie iPad Pro gebruik gemaakt van Face ID.
Touch ID is een belangrijke beveiligingstechnologie die door Apple Inc. gebruikt wordt in een reeks apparaten, waaronder smartphones, tablets en laptops. Deze technologie maakt gebruik van vingerafdrukherkenning om het apparaat te ontgrendelen en de toegang tot persoonlijke informatie en gegevens te beveiligen.
Touch ID werd in 2013 geïntroduceerd met de release van de iPhone 5s. Het werd snel populair en wordt sindsdien gebruikt in verschillende modellen van de iPhone, iPad en MacBook. In de iPhone 5s en 6 was Touch ID nog relatief traag, maar in de iPhone 6s werd de tweede generatie Touch ID geïntroduceerd, die sneller en nauwkeuriger is dan zijn voorganger.
Een van de belangrijkste voordelen van Touch ID is de hoge mate van beveiliging die het biedt. De informatie over de vingerafdruk wordt lokaal opgeslagen in een geïsoleerde zone genaamd de secure enclave. Deze zone is aanwezig in de Apple A7- en latere processorchips en zorgt ervoor dat de vingerafdrukinformatie veilig wordt bewaard en niet toegankelijk is van buitenaf. Dit maakt het vrijwel onmogelijk voor hackers om de vingerafdrukinformatie te stelen of te gebruiken voor kwaadaardige doeleinden.
In de iPad Air 4 (2020) is de Touch ID-sensor verwerkt in de sleep/wake-knop. Dit maakt het mogelijk om de iPad te ontgrendelen met een vingerafdruk zonder dat er een aparte knop of sensor nodig is. Het ontwerp en de beveiliging van Touch ID zijn hetzelfde als die van de tweede generatie Touch ID, die sinds de iPhone 6s uit 2015 gebruikt wordt.
Hoewel Touch ID in veel apparaten gebruikt wordt, heeft Apple in recentere modellen van de iPhone en iPad overgestapt op Face ID, dat gezichtsherkenning gebruikt om het apparaat te ontgrendelen. Face ID werd geïntroduceerd met de release van de iPhone X in 2017 en wordt sindsdien gebruikt in verschillende modellen van de iPhone en iPad Pro. De iPhone SE (2020) is een uitzondering op deze trend, omdat dit model nog steeds gebruik maakt van Touch ID voor de beveiliging.
Kortom, Touch ID is een belangrijke beveiligingstechnologie die door Apple wordt gebruikt om de toegang tot persoonlijke informatie en gegevens te beveiligen. Het maakt gebruik van vingerafdrukherkenning en biedt een hoge mate van beveiliging dankzij de geïsoleerde secure enclave-technologie. Hoewel Apple tegenwoordig ook gebruik maakt van Face ID, blijft Touch ID een belangrijk onderdeel van de beveiligingstechnologie van Apple en wordt het nog steeds gebruikt in veel apparaten.